# العلاقات البيلاروسية الناوروية
العلاقات البيلاروسية الناوروية هي العلاقات الثنائية التي تجمع بين روسيا البيضاء وناورو.

## مقارنة بين البلدين
هذه مقارنة عامة ومرجعية للدولتين:
| وجه المقارنة                                              | روسيا البيضاء                    | ناورو                          |
| --------------------------------------------------------- | -------------------------------- | ------------------------------ |
| المساحة (كم2)                                             | 207.60 ألف                       | 21                             |
| عدد السكان (نسمة)                                         | 9.50 مليون                       | 10.08 ألف                      |
| الكثافة السكانية (ن./كم²)                                 | 45.76                            | 48.00 ألف                      |
| العاصمة                                                   | مينسك                            | ضاحية يارين                    |
| اللغة الرسمية                                             | اللغة البيلاروسية، اللغة الروسية | اللغة الناورونية، لغة إنجليزية |
| العملة                                                    | روبل بلاروسي                     | دولار أسترالي                  |
| الناتج المحلي الإجمالي (بليون دولار)                      | 54.44 مليار                      | 113.88 مليون                   |
| الناتج المحلي الإجمالي (تعادل القوة الشرائية) بليون دولار | 168.35 مليار                     | 162.98 مليون                   |
| الناتج المحلي الإجمالي الاسمي للفرد دولار أمريكي          | 5.74 ألف                         | 9.83 ألف                       |
| الناتج المحلي الإجمالي للفرد دولار أمريكي                 | 18.18 ألف                        |                                |
| مؤشر التنمية البشرية                                      | 0.798                            |                                |
| رمز المكالمات الدولي                                      | +375                             | +674                           |
| رمز الإنترنت                                              | .by، .бел                        | .nr                            |
| المنطقة الزمنية                                           | ت ع م+03:00                      | ت ع م+12:00                    |

## منظمات دولية مشتركة
يشترك البلدان في عضوية مجموعة من المنظمات الدولية، منها:
| علم المنظمة | اسم المنظمة                   | تاريخ انضمام روسيا البيضاء | تاريخ انضمام ناورو |
| ----------- | ----------------------------- | -------------------------- | ------------------ |
|             | الاتحاد البريدي العالمي       | ?                          | ?                  |
|             | الاتحاد الدولي للاتصالات      | 7 مايو 1947                | 10 يونيو 1969      |
|             | منظمة حظر الأسلحة الكيميائية  | ?                          | ?                  |
|             | الأمم المتحدة                 | 24 أكتوبر 1945             | 14 سبتمبر 1999     |
|             | منظمة الشرطة الجنائية الدولية | ?                          | ?                  |
|             | يونسكو                        | 12 مايو 1954               | 17 أكتوبر 1996     |

## وصلات خارجية
- موقع وزارة الخارجية البيلاروسية